# Via Egnatia
Via Egnatia (Игњатијев пут) је магистрални римски пут подигнут у II веку п. н. е. Повезивао је римске провинције Илирик, Македонију и Тракију са Константинопољем, односно Јадранско море са источним Егејом. Полазио је од луке Драч у данашњој Албанији, преко данашњих држава; Албаније, Македоније, Грчке и Турске. Пут је подигнут по наређењу римског проконзула у Македонији Гнеја Егнација 146. године н. е. И поред необично тешке и захтевне трасе, пут је подигнут за 44 године. Via Egnatia је била једна од 28 великих римских путева.
Виа Егнатиа  се у стара времена звала Кандавијом. Плиније је писао о Кандавијским планинама.